# Vasaloppet 2004
Vasaloppet 2004 avgjordes den 7 mars 2004, och var den 80:e upplagan av Vasaloppet. 

## Resultat, herrar
Not: Pl = Placering, Nr = Startnummer, Tid = Sluttid
| Pl. | Nr | Namn                    | Klubb/Land        | Tid     | Diff   |
| --- | -- | ----------------------- | ----------------- | ------- | ------ |
| 1   |    | Anders Aukland          | Norge             | 3:48:42 | + 0:00 |
| 2   |    | Raul Olle               | Estland           | 3:48:54 | + 0:12 |
| 3   |    | Jørgen Aukland          | Norge             | 3:50:43 | + 2:01 |
| 4   |    | Oskar Svärd             | Sollefteå SK      | 3:50:58 | + 2:16 |
| 5   |    | Marco Cattaneo          | Italien           | 3:50:59 | + 2:17 |
| 6   |    | Daniel Tynell           | Falun/Borlänge SK | 3:51:01 | + 2:19 |
| 7   |    | Peter Edén              | IFK Umeå          | 3:51:27 | + 2:45 |
| 8   |    | Lars Carlsson           | IFK Umeå          | 3:51:31 | + 2:49 |
| 9   |    | Stanislav Řezáč         | Tjeckien          | 3:52:03 | + 3:21 |
| 10  |    | Karl-Gunnar Skjønsfjell | Norge             | 3:52:12 | + 3:30 |

## Resultat, damer
Not: Pl = Placering, Nr = Startnummer, Tid = Sluttid
| Pl. | Nr    | Namn               | Klubb/Land  | Tid     | Diff    |
| --- | ----- | ------------------ | ----------- | ------- | ------- |
| 1   | 18392 | Sofia Lind         | Sverige     | 4:20:28 | + 00:00 |
| 2   | 17844 | Cristina Paluselli | Italien     | 4:21:43 | + 01:15 |
| 3   | 17838 | Lara Peyrot        | Italien     | 4:24:39 | + 04:11 |
| 4   | 17761 | Annick Vaxelaire   | Frankrike   | 4:34:12 | + 13:34 |
| 5   | 18620 | Ine Wigernæs       | Norge       | 4:35:10 | + 14:42 |
| 6   | 17741 | Nobuko Fukudan     | Japan       | 4:38:51 | + 18:23 |
| 7   | 18899 | Kicki Fransson     | Sverige     | 4:41:25 | +20:57  |
| 8   | 17843 | Svetlana Sjtapkina | Ryssland    | 4:43:35 | + 23:07 |
| 9   | 18254 | Irina Nafranovitsj | Vitryssland | 4:46:38 | + 26:10 |
| 10  | 18593 | Susanne Nyström    | Sverige     | 4:48:48 | + 28:20 |